# Sanne Wevers
Sanne Wevers, född 17 september 1991 i Leeuwarden i Friesland, är en nederländsk gymnast. Wevers var den första nederländska gymnast som vunnit ett individuellt OS-guld. Hon vann guld i bom vid Rio de Janerio 2016. Wevers har även vunnit ett silver i bom vid världsmästerskapen i Glasgow 2015.